# Gadila striata
Gadila striata är en blötdjursart som först beskrevs av Henry Augustus Pilsbry och Sharp 1898.  Gadila striata ingår i släktet Gadila och familjen Gadilidae. Inga underarter finns listade i Catalogue of Life.